# Плоская (гора, Карпаты)
Плоская — гора в массиве Горганы (Украинские Карпаты). Расположена в пределах Надворнянского района Ивано-Франковской области и Раховского района Закарпатской области (только юго-восточные склоны горы).
Высота 1352,6 м. Гора имеет вытянутую форму с юго-востока на северо-запад хребта. Северо-восточные, западные и южные склоны очень крутые.
Северо-западнее горы расположено село Быстрица, на юго-восток — село Чёрная Тиса. До Второй мировой войны через вершину проходила польско-чехословацкая граница.